# اندیس تکه تنور کلاته چوبک
تکه تنور کلاته چوبک یک اندیس فلزی است که در حوالی شهر شامکان استان خراسان قرار دارد و مادهٔ معدنی موجود در آن، آرسنیک است.  